# Daly City
Daly City je grad u američkoj saveznoj državi Kaliforniji. Prema procjeni iz 2009. godine ima 107.099 stanovnika. Graniči sa San Franciscom, od čijeg je centra udaljen oko 10 km u smjeru juga.
Grad su osnovale izbjeglice iz San Francisca, koje su napustile grad nakon katastrofalnog potresa 1906. godine (čiji je epicentar bio u Tihom oceanu, malo pred obalom današnjeg Daly Cityja) i sagradile nove domove na zemlji rančera Johna D. Dalyja. Godine 1911. službeno je osnovan grad, koji je nazvan u Dalyjevu čast. Ostao je relativno mali u odnosu na susjedne gradove sve tamo do kraja 1940-ih, kada je poduzetnik Henry Doelger uz pacifičku obalu izgradio rezidencijalno-poslovnu četvrt Westlake, jednu od prvih takvih četvrti u SAD-u, koja je kasnije postala poznata kao "Little Boxes" (male kutije), prema istoimenoj pjesmi američke pjevačice Malvine Reynolds.
Danas je preko polovice gradskog stanovništva azijskog (pretežno filipinskog) podrijetla.

## Vanjske poveznice
- Službena stranica (engl.)

### Ostali projekti
|  | Zajednički poslužitelj ima još gradiva o temi Daly City, Kalifornija |